# أرني ستون
أرني ستون (بالإنجليزية: Arnie Stone)‏ هو لاعب كرة قاعدة أمريكي، ولد في 9 أكتوبر 1892 في North Creek, New York ‏ في الولايات المتحدة، وتوفي في 29 يوليو 1948 في هادسون فالس في الولايات المتحدة.

## وصلات خارجية
- أرني ستون على موقعبيزبول رفرنس.كوم (الدوري الرئيسي) (الإنجليزية)